# Selaginella mannii
Selaginella mannii är en mosslummerväxtart som beskrevs av Bak.. Selaginella mannii ingår i släktet mosslumrar, och familjen mosslummerväxter. Inga underarter finns listade i Catalogue of Life.